# Batman Begins
Batman Begins er en film af Warner Brothers. Filmen blev lavet i 2005 og har en spilletid på omtrent 134 minutter. Den er tilladt for alle over elleve år. Medvirkende i filmen er der blandt andre Christian Bale, som spiller Bruce Wayne alias Batman, Michael Caine, som spiller Bruce Waynes tro butler, samt Gary Oldman, i rollen som kriminalassistent i den opdigtede by Gotham, hvor det meste af filmen også foregår.

## Handling
Efter mordet på sine forældre rejser Bruce Wayne (Christian Bale) rundt i verden i sin søgen efter midler til at bekæmpe uretfærdighed. Han ankommer til en fjernt beliggende bygning, hvor han i syv år bliver trænet op af sin læremester Henri Ducard (Liam Neeson). Herefter vender han tilbage til Gotham City, hvor han i al hemmelighed anskaffer sig en masse udstyr, som skal hjælpe ham i hans kamp. Han laver en beskyttende dragt og giver sig selv navnet Batman.

I sin evindelige kamp mod uretfærdigheden møder Bruce Wayne atter sin gamle læremester fra den fjernt beliggende bygning. Læremesteren, som har sin egen måde at bekæmpe uretfærdighed på, bliver en svær udfordring for Batman.

## Medvirkende
| Skuespiller       | Rolle                            |
| ----------------- | -------------------------------- |
| Christian Bale    | Bruce Wayne/Batman               |
| Michael Caine     | Alfred Pennyworth                |
| Liam Neeson       | Henri Ducard                     |
| Katie Holmes      | Rachel Dawes                     |
| Gary Oldman       | Lt. James Gordon                 |
| Cillian Murphy    | Dr. Jonathan Crane/The Scarecrow |
| Tom Wilkinson     | Carmine Falcone                  |
| Rutger Hauer      | William Earle                    |
| Mark Boone Junior | Detective Flass                  |
| Linus Roache      | Dr. Thomas Wayne                 |
| Morgan Freeman    | Lucius Fox                       |
| Richard Brake     | Joe Chill                        |
| Alexandra Bastedo | Mrs. Delane                      |
| Tim Booth         | Victor Zsasz                     |